# Panorpa brevicornis
Panorpa brevicornis är en näbbsländeart som beskrevs av Hua, Li in Li, Hua, Cai och Huang 2007. Panorpa brevicornis ingår i släktet Panorpa och familjen skorpionsländor. Inga underarter finns listade i Catalogue of Life.